# Председник Сједињених Америчких Држава
Председник Сједињених Америчких Држава (енгл. President of the United States of America) је шеф државе и шеф владе у САД.

## Извршна власт
Председник се налази на челу извршне гране савезне власти, а његова улога је да спроводи и поштује Устав САД и законе прописане од стране Конгреса.
Члан 2 Устава Сједињених Америчких Држава проглашава председника за врховног команданта Оружаних снага и набраја његове надлежности, укључујући моћ да прогласи закон или стави вето на предлоге оба дома Конгреса.
Исти члан Устава у ставу првом прописује услове потребне да би се лице могло кандидовати за председника, а то су: да је лице грађанин САД, да је рођено у САД, да има најмање навршених 35 година и да има најмање 14 година пребивалиште на територији САД. Председник такође може да оформи кабинет саветника и да даје помиловања. Коначно, уз савет и пристанак Сената, председник има овлашћења да потписује споразуме и именује амбасадоре и федералне судије, укључујући и судије Врховног суда. Као и у случају званичника других грана власти Сједињених Америчких Држава, Устав прописује скуп ограничења на власт председника (такозвани систем „кочнице и равнотеже“ (енгл. Checks and balances), уведених у циљу спречавања неког појединца или групе да преузме апсолутну власт у земљи.

## Избор
Председник САД се бира посредно преко Колегијума изборника. Мандат му траје четири године, уз ограничење на максимално два мандата, које је увео 22. амандман на Устав Сједињених Држава, ратификован 1951. године. По овом систему, свака савезна држава има делегира одређени број изборника, једнак броју представника те савезне државе у оба дома Конгреса. Дистрикт Колумбија такође делегира изборнике по 23. амандману. Гласачи свих савезних држава, изузев Небраске и Мејна, бирају председничког кандидата тако што кандидат са највише гласова добија све изборничке гласове те савезне државе. Неопходна је проста већина у Колегијуму изборника да би кандидат постао председник; ако ниједан кандидат не добије већину гласова, председника бира Представнички дом.
Од усвајања Устава, четрдесет и две особе су биле председници САД. Они су укупно одслужили педесет и пет четворогодишњих мандата. Први је био Џорџ Вашингтон. Гровер Кливленд је служио у два неузастопна мандата, и рачуна се као 22. и 24. председник. Због овога, сви председници након 23. имају редни број повећан за један.
Тренутни председник, Доналд Трамп, 45. особа изабрана за председника и 47. председник, инаугурисан је 20. јануара 2025. године, наследивши Џоа Бајдена.
Бела кућа у Вашингтону служи као званична резиденција председника САД; он је овлашћен да користи њено особље и просторије, укључујући медицинску негу, рекреацију, одржавање и безбедносне службе.

## Живи бивши председници САД
Живи бивши председници на дан 5. јун 2025. (од најстаријег до најмлађег):
- Џо Бајден
(2021−2025)
Рођен 20 новембар, 1942.
(82 године, 197 дана)
- Џорџ В. Буш
(2001−2009)
Рођен 6 јул, 1946.
(78 година, 334 дана)
- Бил Клинтон
(1993–2001)
Рођен 19 август, 1946.
(78 година, 290 дана)
- Барак Обама
(2009−2017)
Рођен 4 август, 1961.
(63 године, 305 дана)